# 조린 OS
조린 OS(Zorin OS)는 리눅스 기반 컴퓨터를 새로 접하는 사용자들을 위해 설계된 개인용 컴퓨터 운영 체제이다. 내장된 기능들 중 하나는 사용자가 인터페이스를 마이크로소프트 윈도우나 macOS의 인터페이스와 닮은 인터페이스로 변경할 수 있게 하는 것이다. 와인과 플레이온리눅스를 조린 OS에서 쉽게 설치할 수 있으며, 이를 통해 사용자들은 호환 가능한 윈도우 소프트웨어를 쉽게 실행할 수 있다. 조린 OS의 개발자들은 3가지 무료 운영 체제 에디션과 하나의 구매용 "프로" 에디션을 관리한다.